# Primer Gobierno Clavijo
El Primer Gobierno Clavijo es la composición del gobierno de las Islas Canarias desde el 9 de julio de 2015, hasta el 18 de julio de 2019 durante la IX legislatura del Parlamento de Canarias. Estuvo presidido por Fernando Clavijo.

## Historia
Después de que Coalición Canaria quedase como primera fuerza en el Parlamento de Canarias tras las elecciones del 24 de mayo de 2015, Fernando Clavijo es investido como Presidente del Gobierno de Canarias sucediendo a Paulino Rivero y gracias a los votos del PSOE en el Parlamento. La composición del Primer Gobierno Clavijo comenzó el 9 de julio de 2015.
El gobierno estuvo formado por 10 consejerías en total y 1 vicepresidencia.

## Composición

### Inicial
| Función                                                       | Titular                           | Titular                                     | Partido |
| ------------------------------------------------------------- | --------------------------------- | ------------------------------------------- | ------- |
| Presidente del Gobierno                                       |                                   | Fernando Clavijo Batlle                     | CC      |
| Vicepresidenta                                                |                                   | Patricia Hernández (Hasta el 23/12/2016)    | PSOE    |
| Consejera de Empleo, Política Social y Vivienda               |                                   | Patricia Hernández (Hasta el 23/12/2016)    | PSOE    |
|                                                               | Soledad Monzón Cabrera (Interina) | CC                                          |         |
| Consejero de Economía, Industria, Comercio y Conocimiento     |                                   | Pedro Ortega Rodríguez                      | CC      |
| Consejera de Presidencia, Justicia e Igualdad                 |                                   | Aarón Afonso González (Hasta el 23/12/2016) | PSOE    |
| Consejera de Presidencia, Justicia e Igualdad                 |                                   | Rosa Dávila Mamely (Interina)               | CC      |
| Consejera de Hacienda                                         |                                   | Rosa Dávila Mamely                          | CC      |
| Consejera de Sanidad                                          |                                   | Jesús Morera Molina (Hasta el 23/12/2016)   | PSOE    |
| Consejera de Sanidad                                          |                                   | Nieves Lady Barreto Hernández (Interina)    | CC      |
| Consejera de Política Territorial, Sostenibilidad y Seguridad |                                   | Nieves Lady Barreto Hernández               | CC      |
| Consejero de Obras Públicas y Transportes                     |                                   | Ornella Chacón Martel (Hasta el 23/12/2016) | PSOE    |
| Consejero de Obras Públicas y Transportes                     |                                   | Pedro Ortega Rodríguez (Interino)           | CC      |
| Consejera de Educación y Universidades                        |                                   | Soledad Monzón Cabrera                      | CC      |
| Consejero de Agricultura, Ganadería, Pesca y Aguas            |                                   | Alejandro Narvay Quintero Castañeda         | CC      |
| Consejera de Turismo, Cultura y Deportes                      |                                   | María Teresa Lorenzo Rodríguez              | CC      |

### Reforma del 4 de enero de 2017
El 23 de diciembre de 2016, el presidente del Gobierno Fernando Clavijo concedió una rueda de prensa tras la celebración del Consejo de Gobierno celebrado ese día para informar a los medios de la ruptura del pacto firmado entre CC y PSOE un año y medio antes. Las diferencias entre ambos partidos eran notorias desde mucho antes, pero el reparto del Fondo de Desarrollo de Canarias fue lo que propició la ruptura.
Esto conllevó a que CC formase un nuevo gobierno en minoría que contó con el apoyo parlamentario del PP en algunas ocasiones.
| Función                                                       | Titular                                          | Titular                                              | Partido |
| ------------------------------------------------------------- | ------------------------------------------------ | ---------------------------------------------------- | ------- |
| Presidente del Gobierno                                       |                                                  | Fernando Clavijo Batlle                              | CC      |
| Vicepresidente                                                |                                                  | Pablo Rodríguez Valido                               | CC      |
| Consejero de Obras Públicas y Transportes                     |                                                  | Pablo Rodríguez Valido                               | CC      |
| Consejero de Economía, Industria, Comercio y Conocimiento     |                                                  | Pedro Ortega Rodríguez                               | CC      |
| Consejera de Hacienda                                         |                                                  | Rosa Dávila Mamely                                   | CC      |
| Consejero de Presidencia, Justicia e Igualdad                 |                                                  | José Miguel Barragán Cabrera                         | CC      |
| Consejera de Política Territorial, Sostenibilidad y Seguridad |                                                  | Nieves Lady Barreto Hernández                        | CC      |
| Consejera de Empleo, Políticas Sociales y Vivienda            |                                                  | Cristina Valido García                               | CC      |
| Consejero de Sanidad                                          |                                                  | José Manuel Baltar Trabazo                           | Indep.  |
| Consejera de Educación y Universidades                        |                                                  | Soledad Monzón Cabrera                               | CC      |
| Consejero de Agricultura, Ganadería, Pesca y Aguas            |                                                  | Alejandro Narvay Quintero Castañeda                  | CC      |
| Consejero de Turismo, Cultura y Deportes                      |                                                  | María Teresa Lorenzo Rodríguez (Hasta el 31/07/2017) | CC      |
| Consejero de Turismo, Cultura y Deportes                      | Isaac Castellano San Ginés (Hasta el 31/07/2017) | CC                                                   |         |